# 新茶花
《新茶花》是清朝末年的一部爱情小说，全书分上下两编，上编作者自稱是钟心青，共十五回，由上海申江小说社印行，光绪三十三年（1907年）3月出版；下编作者自稱钟情心青，同樣也是十五回，由明明学社印行，1907年12月出版。全书以妓女武林林与上海县项大令之侄项庆如的故事为主线，並且還涉及中日甲午战争至日俄战争十余年间上海新党的活动。作者自稱該小說內容不输冷红生翻譯的茶花女。